# 増井行照
増井行照（ますい ゆきてる）は、アルパインクライマー。
アルパインクライミングガイド協会会員
国際山岳ガイド資格
菰野山岳会会員。
15歳から登山を始め、四季を通して国内の山を登る。1972年日本アルパインガイド協会会員になりガイド活動を始める。

## 主な山歴
1973 ネパール・プタヒウンチュ（7246m)
1986 韓国・クライミング　モン・ブラン・デュ・タキュル：ジェルバズッティピラー、ミディ南壁、シャモニ針峰縦走他
1990 モン・ブラン、マッターホルでガイド活動を始める
1991 ヨーロッパアルプス・グランドジョラス北壁
1993 専業ガイドとして活動
1994 カラコルム・シスパーレ（7611m第２登）
1998 ネパール・アイランドピー（6189m登頂)
1999 フランス国立登山学校（ENSA）で技術研修を受講インド・ウムドンカンリ（6643m第２登）
2003 ガッシャーブルムⅡ（8035m未登頂）
2004 ヨセミテクライミング